# Mark Braun (Architekt)
Mark Braun (* 29. März 1962 in Gescher; † 11. Juni 2008 in Berlin) war ein deutscher Architekt. Seine bekanntesten und zugleich markantesten Bauten befinden sich in prominenter Berliner Lage.

## Leben und Wirken
Braun absolvierte von 1982 bis 1989 ein Architekturstudium an der RWTH Aachen mit dem Diplom als Abschluss. Von 1987 bis 1990 sammelte er als Teilnehmer verschiedener Wettbewerbe unter anderem in Düsseldorf, Aachen, Kassel und Duisburg Berufserfahrungen. Er bewarb sich bei Norman Foster, wurde angenommen und arbeitete von 1990 bis 1999 im Büro Norman Foster + Partners in London.

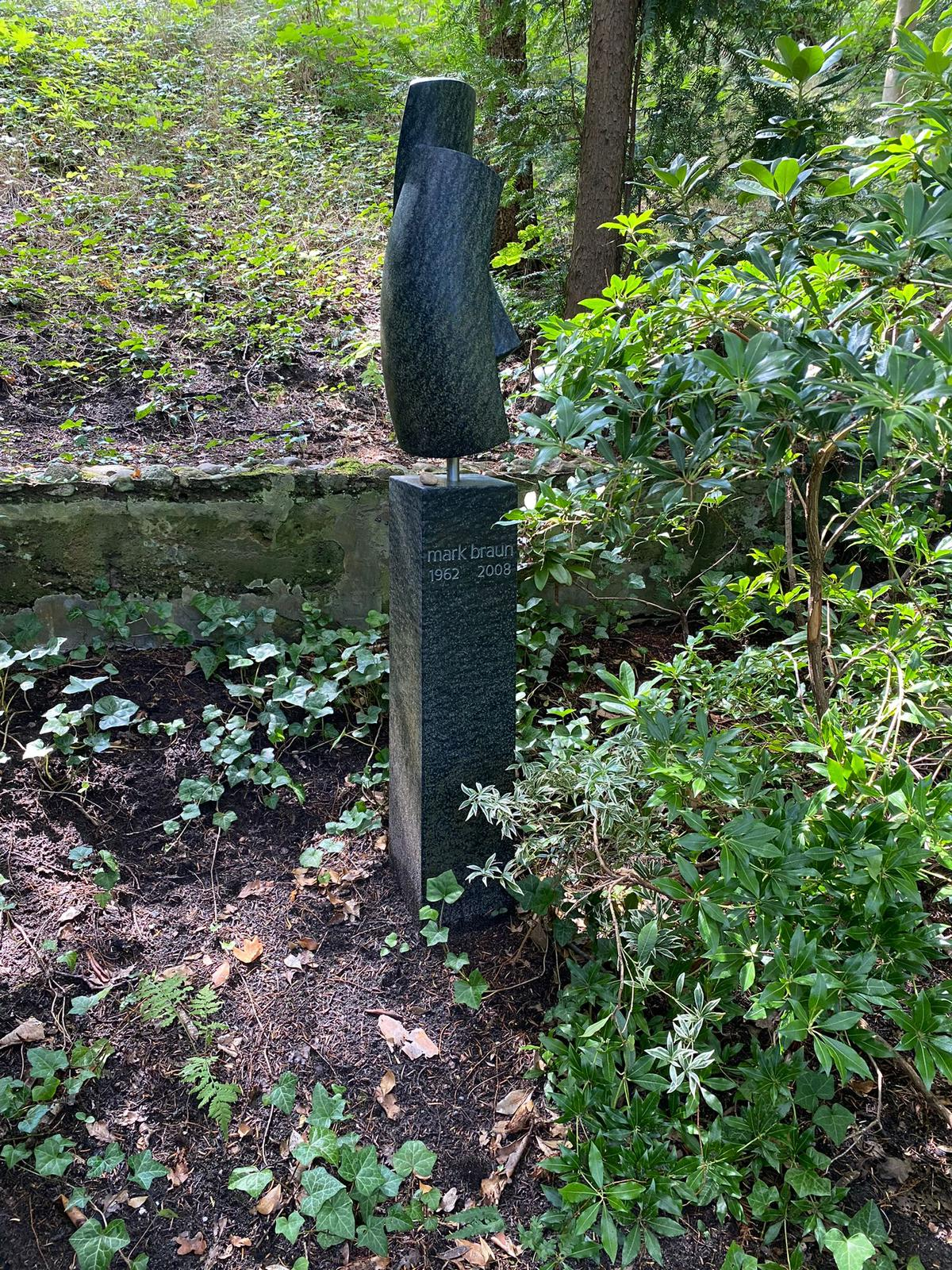
Grabstätte auf dem Friedhof Heerstraße

Seine größte Aufgabe war von 1992 bis 1999 die Projektleitung beim Umbau des Berliner Reichstages.

Nach der Fertigstellung der Reichstagsarbeiten machte sich Mark Braun mit eigenem Büro selbstständig. Zu seinen Bauprojekten in Berlin und Umgebung zählen die Fehrbelliner Höfe, Townhäuser in Friedrichswerder, das Oberstufenzentrum Informations- und Medizintechnik (OSZ IMT), das Militärgeschichtliche Forschungsamt in Potsdam, Reihenhäuser in Kladow und die Sanierung mit Umbau des Gebäudekomplexes „Rostlaube“ der Freien Universität Berlin in Berlin-Dahlem. 

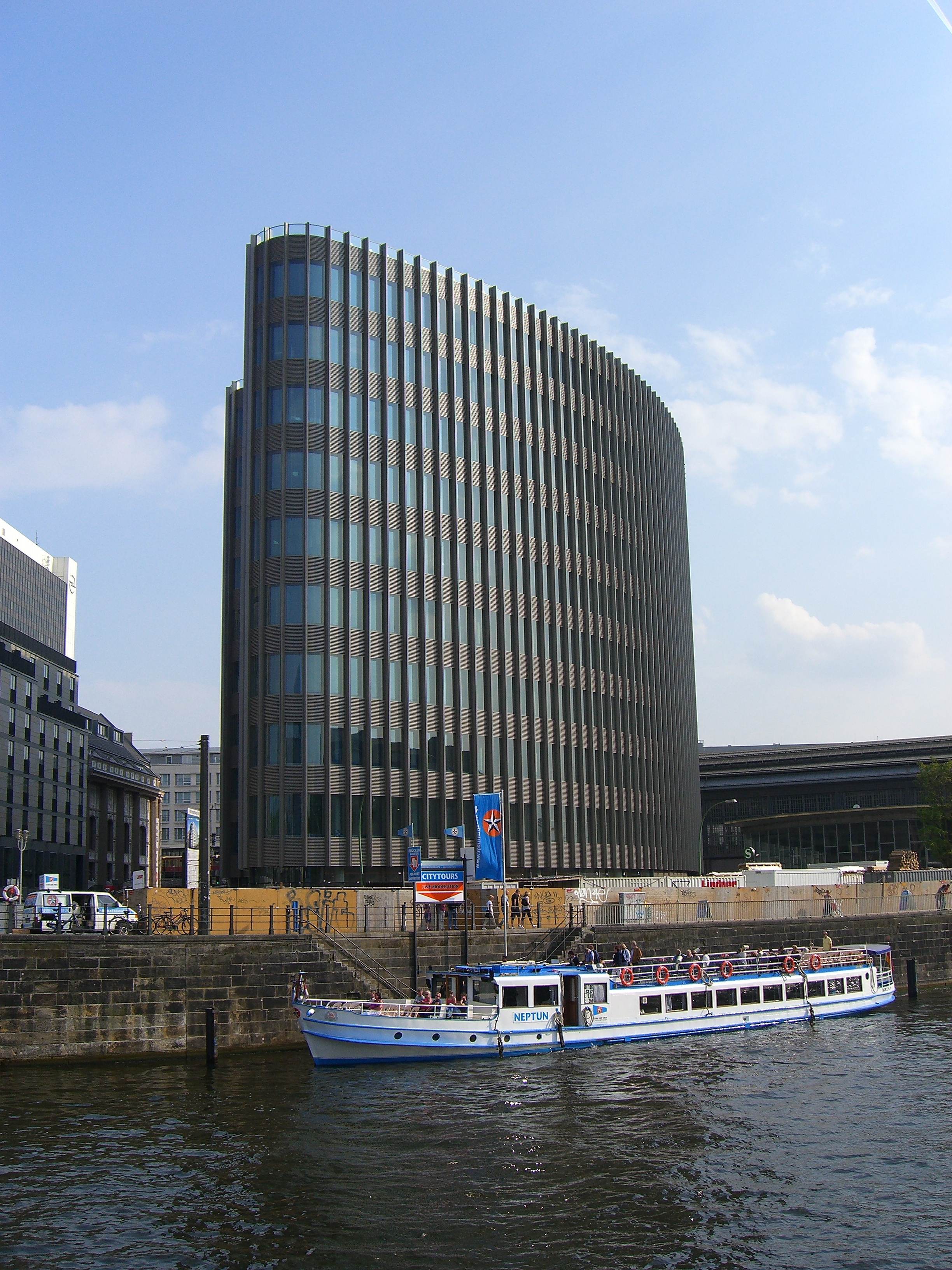
Spreedreieck: Das Hochhaus im Mai 2009

Außer dem Reichstag stehen in Berlin-Mitte zwei weitere seiner Gebäude an exponierter Stelle: die SAP-Zentrale an der Rosenthaler Straße (nahe Hackescher Markt) und das Bürohochhaus auf dem sogenannten Areal „Spreedreieck“ in der Friedrichstraße (zwischen Bahnhof Friedrichstraße und der Spree). Für das Grundstück hatte Mies van der Rohe schon 1921 einen berühmt gewordenen Glashaus-Entwurf angefertigt. An diesen angelehnt, konzipierte Braun einen nach außen zweigeteilten, im Inneren verbundenen Büroturm mit geschwungenen Glasfassaden. Die Umsetzung verzögerte sich wegen Rechtsstreitigkeiten immer wieder, und es mussten mehrfach Veränderungen vorgenommen werden. Erfolglos kämpfte er für seinen ursprünglich viel höheren Entwurf.
Wegen seiner Erkrankung an Leberkrebs schloss Braun sein Büro Ende Februar 2008. Er übergab sein Archiv der Akademie der Künste am Pariser Platz in Berlin. Dreieinhalb Monate später verstarb er im Alter von 46 Jahren, noch vor der Fertigstellung des Spreedreieck-Gebäudes. Seine Grabstätte befindet sich auf dem Friedhof Heerstraße in Berlin (20 Wald - 6 A).
Die Frankfurter Allgemeine Zeitung charakterisierte Brauns Architektursprache als „kühl und technisch, sachlich nüchtern und geschmeidig“. Er habe Glas, Stahl und Aluminium bevorzugt und seine Farbpalette sei von „Silbergrau mit wenigen starken Kontrasten beherrscht“ gewesen. Das Architekturportal BauNetz resümierte: „Mit seinen Bauten bekannte Mark Braun sich zu einer dynamischen, kompromisslos modernen Architektursprache.“

## Schriften
- Multifunktionaler Dienstleistungspark Duisburg Innenhafen – Neue innerstädtische Dimensionen für Arbeiten, Wohnen, Freizeit, Urbanes Design, Energienutzung und Umweltschutz. In: Gunther Annen, Michael Becker, Mark Braun (Hrsg.): Ökologische Erneuerung einer Industrielandschaft (= Schriftenreihe des Deutschen Verbandes für Wasserwirtschaft und Kulturbau; Heft 108). Kommissionsvertrieb Wirtschafts- und Verlagsgesellschaft Gas und Wasser, Bonn 1994, ISBN 3-922671-44-6, S. 141–148.